# Punta Waipapa
La punta Waipapa (en inglés: Waipapa Point es un promontorio rocoso en la costa meridional de la Isla Sur, en Nueva Zelanda. Se encuentra a 10 kilómetros al sureste de la desembocadura del río Mataura, en el extremo suroccidental del área conocida como The Catlins.
La línea costera de The Catlins es muy peligrosa, habiendo ocurrido muchos naufragios en la zona. El más notable de ellos, además del mayor desastre marino de Nueva Zelanda, fue el hundimiento del vapor de pasajeros Tararua, en ruta entre Bluff y Port Chalmers, que se hundió en punta Waipapa el 29 de abril de 1881,  ahogándose 20 de los 151 pasajeros. 
Tras la tragedia se construyó un faro en este lugar, que comenzó a operar en 1884. Actualmente se mantiene activo, funcionando automáticamente desde 1976. Es uno de los últimos faros que se construyeron en madera en el país. 